# Гаджиева, Сурейя Халил кызы
Сурейя Халил кызы Гаджиева (азерб. Sürəyya Xəlil qızı Hacıyeva; род. 21 марта 1938, Ордубадский район) — советская азербайджанская швея, лауреат Государственной премии СССР (1982).

## Биография
Родилась 21 марта 1938 года в селе Анденидж Ордубадского района Нахичеванской АССР Азербайджанской ССР.
С 1954 года — рабочая Ордубадского кокономотального завода имени Мамедалиева, с 1966 года — швея-мотористка Бакинской швейной фабрики имени Володарского, c 1996 года — швея Бакинского швейного дома.
Сурейя Гаджиева, как опытна швея, досрочно оканчивала личные годовые планы, за десятую пятилетку выполнила два пятилетних плана, а план одиннадцатой пятилетки завершила в 1982 году.
Постановлением ЦК КПСС и Совета Министров СССР от 7 ноября 1982 года, за большой личный вклад в дело увеличения выпуска и улучшения качества товаров народного потребления Гаджиевой Сурейе Халил кызы присуждена Государственная премия СССР.
Активно участвовала в общественной жизни Азербайджана. Член КПСС с 1976 года. Делегат XXVI съезда КПСС, XXX и XXXI съездов КП Азербайджана.